# (32088) Liamwallace
2000 KE25 (asteroide 32088) é um asteroide da cintura principal. Possui uma excentricidade de 0.05477850 e uma inclinação de 4.63879º.
Este asteroide foi descoberto no dia 28 de maio de 2000 por LINEAR em Socorro.